# تلویزیون نیوزیلند

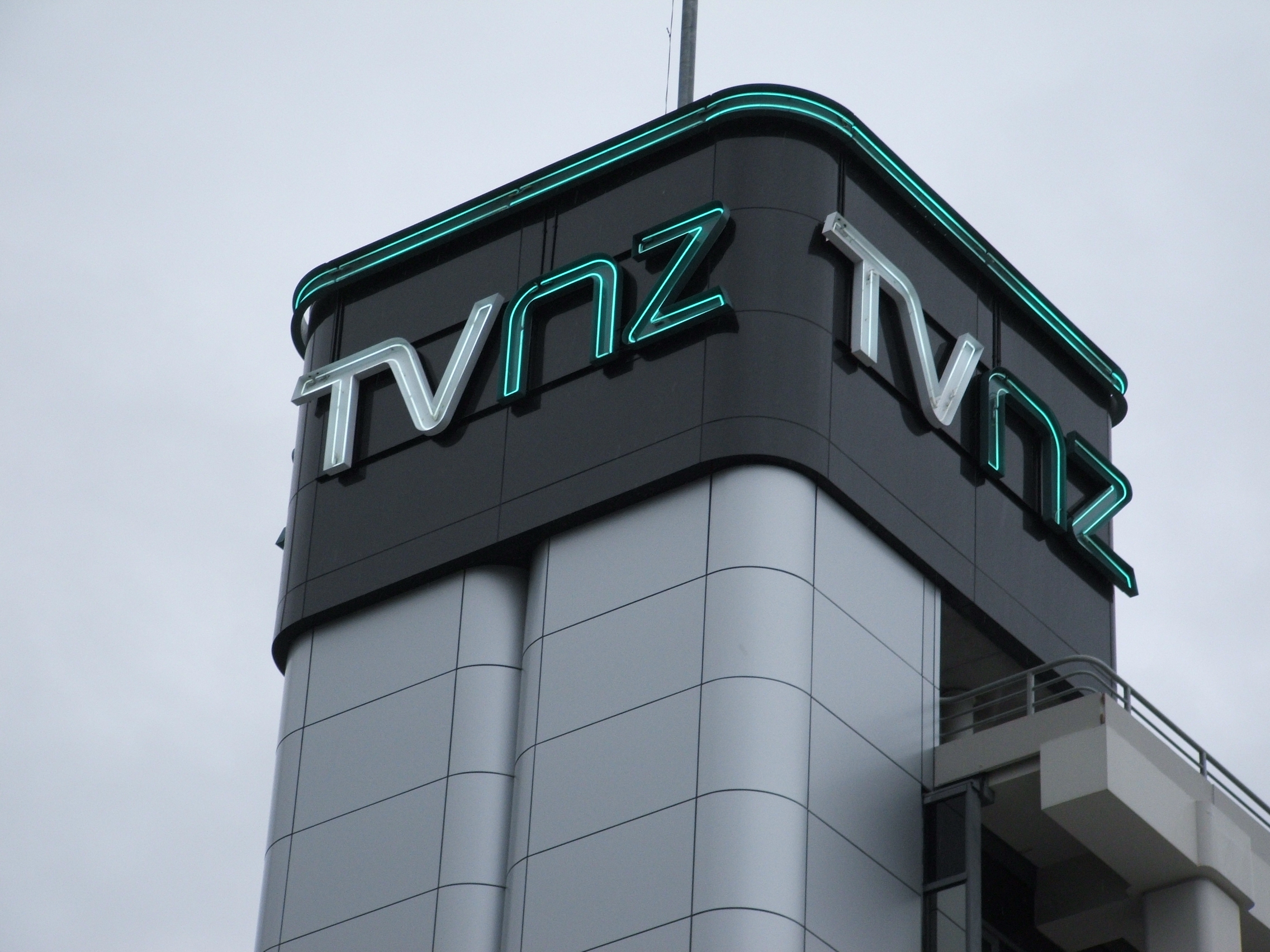
مقر تی‌وی‌ان‌زد در آوکلند

تلویزیون نیوزیلند (به انگلیسی: Television New Zealand یا TVNZ) یک شرکت تلویزیونی دولتی است که در نیوزیلند و برخی مناطق اقیانوسیه برنامه پخش می‌کند. شبکه‌های TV1، TV2، TVNZ Heartland, TVNZ U، و TVNZ Kidzone24 متعلق به این شرکت تلویزیونی هستند.